# Isla de Bantayan
La isla de Bantayan es una isla en las Filipinas situada en la parte oeste de la punta norte de la isla de Cebú. Es políticamente una parte de la provincia de Cebú.

## Descripción
Aparece descrita en el primer volumen del Diccionario geográfico, estadístico, histórico de las Islas Filipinas (1850) de Manuel Buzeta Núñez y Felipe Bravo con las siguientes palabras:

BANTAYAN: islita sit. en la boca setentrional del estrecho que forman entre sí las islas de Cebú y de Negros; está rodeada de numerosos islotes ó escollos, y su centro se halla en los 127° 4' long., y los 10° 57' lat.; su mayor long. tiene como 1 y ¼ leg. de N. á S., y su anchura ½ de E. á O. Está adscrita en lo civil y ecl. á la isla de Cebú.
(Buzeta y Bravo, 1850, pp. 345)

La isla es accesible desde la ciudad de Cebú (a través de la Terminal de Autobuses del Norte) y luego a través de un ferry. 

## Organización territorial
La isla se compone de tres municipios:
- Bantayan
- Madridejos
- Santa Fe